# Eidyia
În mitologia greacă, Eidyia era o nimfă care era soția lui Aeetes, regele Colchisului. Mama Medeei și Apsyrtus, era cea mai tânără dintre Oceanide. Unele surse îi atribuie statutul de zeiță a cunoștințelor.